# 輪蔵
輪蔵（りんぞう）とは、日本の仏教寺院内等に設けられる経蔵の一種である。回転式の書架であり、正しくは転輪蔵。
経蔵の中央に、中心軸に沿って回転させることが可能な八面等に貼り合わせた形の書架を設け、そこに大蔵経を収納した形式のものである（回転式書架）。その起源は、中国南朝梁の傅大士（ふだいし）によるものと伝えられており、輪蔵の正面には、傅大士とその二子による三尊像が奉安されている。
また、謡曲の題目の中に、「輪蔵」というものが見られる。

## 各地の遺例
- 頭陀寺 - 福島県伊達郡川俣町
- 水澤寺 - 群馬県渋川市
- 日光東照宮 - 栃木県日光市
- 鑁阿寺 - 栃木県足利市
- 慈眼寺 - 埼玉県秩父市
- 長谷寺 - 神奈川県鎌倉市
- 成田山新勝寺 - 千葉県成田市
- 安楽寺 - 長野県上田市
- 善光寺 - 長野県長野市
- 安国寺 - 岐阜県高山市－年代の明らかな輪蔵として日本最古
- 園城寺 - 大津市
- 知恩院 - 京都市東山区
- 清凉寺 - 京都市右京区
- 西本願寺 - 京都市下京区
- 四天王寺 - 大阪市天王寺区
- 西蓮寺 - 島根県邑南町
- 永照寺 - 福岡県北九州市小倉北区
- 興元寺 - 山口県周南市
- 伯東寺 - 福岡県久留米市
- 覚円寺 - 福岡県築上郡上毛町